# Chiesa di San Giuseppe (Bologna)
La chiesa di San Giuseppe Sposo è un edificio di culto cattolico situato in via Bellinzona a Bologna.

## Storia
Le origini del convento risalgono al 1254, prima come dimora di monaci cluniacensi, poi di suore agostiniane e infine domenicane. L'intitolazione a San Giuseppe avvenne nel 1566, quando i Servi di Maria ne presero possesso.
La chiesa fu requisita nel 1866, ma riaprì al culto già nel 1873.
Il 18 febbraio 1943, con decreto dell'arcivescovo di Bologna Giovanni Battista Nasalli Rocca di Corneliano, la chiesa fu elevata a Santuario. Il 15 agosto 1959, l'arcivescovo di Bologna Giacomo Lercaro la eresse in parrocchia.

## Architettura
La chiesa possiede un'unica campana, montata su un campaniletto "a vela" innalzato nella parte posteriore dell'edificio. Da sempre suonata a corda, è stata da poco automatizzata.

## Il museo
Creato nel 1928, il Museo di San Giuseppe, detto anche Galleria di opere d'arte in San Giuseppe sposo, ha sede in locali attigui all'elegante chiostro di Conti, annesso alla chiesa di San Giuseppe.
Vi si conservano circa cento dipinti e diversi arredi sacri provenienti da chiese e conventi di varie località emiliane e romagnole, a partire dal nucleo originario raccolto dal suo fondatore, padre Leonardo Montalti da Mercato Saraceno: la collezione conta opere di Pietro Lianori, Marco Zoppo, Innocenzo da Imola, Prospero Fontana, Calvaert, Cesi, Passerotti, Faccini, Scarsellino, Bononi, Cantarini, Franceschini, Crespi, Gandolfi, Calvi. Tra gli scultori si ricordano Zaccaria Zacchi da Volterra (sec. XVI), Mazza, Piò, Rossetti. Tra gli artisti del XX secolo figurano Majani e Brindisi.
A novembre 2023 il museo era in fase di riallestimento.